# Goddo
Goddo (sau Godo) este un sat din Surinam. Se află la 89 de mdM.